# Sextant Erasma Habermela
Sextant Erasma Habermela nebo také Habermelův sextant je renesanční sextant, který vyrobil Erasmus Habermehl v roce 1600. V současné době se nachází v Národním technickém muzeu v Praze v sekci Astronomie. Od roku 2016 jsou společně se sextantem Josta Bürgiho Národní kulturní památkou. 

## Historie
Podle jeho signatury byl vyroben v roce 1600 Erasmusem Habermehlem. I když není známo, pro koho byl vyroben, tak mohlo jít k vzhledem významnosti dílny i přístroje o císařskou zakázku Rudolfa II. Jako uživatele a objednavatele označují tradice a starší literatura Tycha Braha, ale podle jeho uspořádání a méně pevné konstrukce to však nepotvrzují.
Následně byl sextant uložen v matematickém muzeu v pražském Klementinu, kdy ho už dokládá katalog Klementinské hvězdárny z roku 1781 a kde ho ředitel Antonín Strnad označil jako přístroj Tychona Braho.
Během drancování české země vojsky při Třicetileté války nebyl jako jediný z více než tří set Habermelových přístrojů ukraden, protože je velmi těžký, neforemný a málo pozlacený pro válečné kořisti. Na stropní fresce pocházející z poloviny 18. století v jednom z matematického sálu v Klementinu se na ní objevuje, kde se o tento sextant ve zmenšené podobě opírá Tycho Brahe. Z poloviny 18. století pochází i masivní kovaný stativ, ve kterém je uložen a který sloužil ke kabinetnímu umístění.
V roce 1762 posloužil jako předloha pro kvadrant od Johanna Kleina, který byl správce jezuitského Matematického muzea v Klementinu. Roku 1951 byl společně s dalšími astronomickými stoji předán do sbírky Národního technického muzea.
Pro expozici v Astronomické věži Klementina byla v roce 1999 zhotoveny repliky sextantu, kterou vyrobili Petr a Rudolf Polákovi z Prahy.
Spolu s 26 exponátů byl zapůjčen na výstavu Svět Tychona Braha, Dánsko v Evropě 1550—1600 konanou v Národním muzeu v Kodani od 16. září 2006 do 9. dubna 2007. 
Se sextantem Josta Bürgiho byly zapůjčeny na výstavu věnovanou 400 letům objevů Galileo Galilea, která se konala v srpnu 2010 ve Florencii.“
Od 25. listopadu 2010, kdy proběhlo slavnostní otevření expozice Astronomie v Národním technickém muzeu v Praze, je v té expozici vystaven. 
Společně se sextantem Josta Bürgiho je od 25. března 2015 kulturní památkou a při zasedání parlamentu 8. července 2015 byly prohlášeni za Národní kulturní památku a její pravomoc nabyla 1. ledna 2016.

## Popis díla
Jeho rozměry jsou 1356 x 2730 x 1000 mm. Sextant je tvořen limbem, dvěma koncovými ramenami a třemi vzpěry, které vedou k těžišti. Kloub nosníku umožňuje otáčení sextantu do libovolné polohy k měření úhlů. Tělo má úzký obloukový pásek, který vede k části přístroje s odečítacím a zaměřovacím zařízením a je otočný kolem svislé osy. Vodorovný kruh je dělen na 60°, kde každý stupeň je dělen dále na 5´. Díky tomuto dělení je možné odečítat úhel na 1´. Na okuláru je signatura Erasma Habermela: Pragae fecit Erasmus habermel 1600. Chybí mu ale okulárová dioptra a na místech okolo čepu alhidády nejsou známky, že by zde bývalo něco připevněno. Proto sextant sloužil spíš k ozdobě interiéru, čemuž odpovídá zlacení mosazných prvků a jejich umělecky rytá ornamentální dekorace. Stojí v masivním kovaném ornamentálním stativu, který má tři nožky. Stativ pochází z poloviny 18. století a v té době byl i sextant zřejmě přestavěn a jeho
dnešní podoba už není původní.